# Talien
Le talien (autonyme : taliàn) est un dialecte du vénitien principalement parlé dans la région vinicole de la Rio Grande do Sul au Brésil. Le talien est aussi parlé dans d'autres parties de l'État et dans l'État voisin de Santa Catarina.
Malgré son nom similaire, le talien n'est pas dérivé de l'italien standard (appelé « italien grammatical » au Brésil), mais est plutôt un mélange de dialectes vénitiens influencés par d'autres dialectes d'Italie du Nord de même que par le portugais localement parlé.

## Historique
L'émigration italienne aux XIXe et XXe siècles, de 1875 à 1914, a conduit à la formation de petits « îlots » de locuteurs du vénitien en Amérique, notamment dans la ville de Chipilo (État de Puebla, Mexique), ainsi que dans les États du São Paulo et Rio Grande do Sul, plus spécialement dans les régions viticoles, où s'est développé le talien, composé d'une bonne part de vénitien et, dans une moindre mesure, d'italien, avec emprunts lexicaux extérieurs.